# Fontaine-en-Bray
Fontaine-en-Bray és un municipi francès situat al departament del Sena Marítim i a la regió de Normandia. L'any 2007 tenia 160 habitants.

## Demografia

### Població
El 2007 la població de fet de Fontaine-en-Bray era de 160 persones. Hi havia 64 famílies de les quals 8 eren unipersonals (4 homes vivint sols i 4 dones vivint soles), 32 parelles sense fills i 24 parelles amb fills.
La població ha evolucionat segons el següent gràfic:
Habitants censats

### Habitatges
El 2007 hi havia 77 habitatges, 64 eren l'habitatge principal de la família, 11 eren segones residències i 3 estaven desocupats. Tots els 77 habitatges eren cases. Dels 64 habitatges principals, 60 estaven ocupats pels seus propietaris i 4 estaven llogats i ocupats pels llogaters; 4 tenien dues cambres, 10 en tenien tres, 16 en tenien quatre i 33 en tenien cinc o més. 60 habitatges disposaven pel capbaix d'una plaça de pàrquing. A 27 habitatges hi havia un automòbil i a 35 n'hi havia dos o més.

### Piràmide de població
La piràmide de població per edats i sexe el 2009 era:
| Homes | Edats   | Dones |
| ----- | ------- | ----- |
| 0     | 95 o +  | 0     |
| 0     | 90 a 94 | 0     |
| 0     | 85 a 89 | 0     |
| 4     | 80 a 84 | 0     |
| 8     | 75 a 79 | 4     |
| 0     | 70 a 74 | 4     |
| 4     | 65 a 69 | 0     |
| 4     | 60 a 64 | 8     |
| 0     | 55 a 59 | 0     |
| 4     | 50 a 54 | 0     |
| 0     | 45 a 49 | 8     |
| 8     | 40 a 44 | 4     |
| 28    | 35 a 39 | 4     |
| 4     | 30 a 34 | 20    |
| 0     | 25 a 29 | 0     |
| 4     | 20 a 24 | 0     |
| 8     | 15 a 19 | 12    |
| 8     | 10 a 14 | 24    |
| 12    | 5 a 9   | 8     |
| 0     | 0 a 4   | 4     |

## Economia
El 2007 la població en edat de treballar era de 104 persones, 72 eren actives i 32 eren inactives. De les 72 persones actives 67 estaven ocupades (33 homes i 34 dones) i 5 estaven aturades (4 homes i 1 dona). De les 32 persones inactives 13 estaven jubilades, 8 estaven estudiant i 11 estaven classificades com a «altres inactius».

### Ingressos
El 2009 a Fontaine-en-Bray hi havia 64 unitats fiscals que integraven 167 persones, la mediana anual d'ingressos fiscals per persona era de 19.147 €.

### Activitats econòmiques
Dels 2 establiments que hi havia el 2007, 1 era d'una empresa de construcció i 1 d'una empresa de comerç i reparació d'automòbils.
L'únic servei als particulars que hi havia el 2009 era una fusteria.
L'any 2000 a Fontaine-en-Bray hi havia 11 explotacions agrícoles que ocupaven un total de 343 hectàrees.

## Equipaments sanitaris i escolars
El 2009 hi havia una escola elemental integrada dins d'un grup escolar amb les comunes properes formant una escola dispersa.

## Poblacions més properes
El següent diagrama mostra les poblacions més properes.